# Internat en pharmacie
Pour les articles homonymes, voir Internat.
 (décembre 2014).
L'internat, résidence ou résidanat en pharmacie est une période de formation théorique mais surtout pratique des pharmaciens dans les hôpitaux qui suit ou termine les études de pharmacie. Cette formation est rémunérée.

## L'internat en pharmacie
L'internat en pharmacie est la filière longue des études de pharmacie en France. Pour y parvenir, l'étudiant pharmacien doit passer un concours national au mois de décembre de la 5e année. Les modalités sont définies par arrêtés ministériels et publication au Journal Officiel,. 
La prise de fonction d'interne a lieu au début du mois de novembre de l'année suivante.
L'internat en pharmacie en France dure 4 à 5 ans, quelle que soit la filière choisie.Il se découpe en 3 phases : une phase socle de 2 ans, une phase d’approfondissement de 1 à 2 ans et une phase de consolidation de 1 an.  

### Diplôme d'études spécialisées
Pendant l'internat, l'étudiant suit un diplôme d'études spécialisées (DES).
En pharmacie, il existe trois DES distincts :
- un correspondant à la filière Médicament, le DES de pharmacie, avec deux sous-spécialités, le choix se faisant à la moitié du cursus et prenant effet au cinquième semestre :
  - Pharmacie hospitalière - pratique et recherche (PH-PR),
  - Pharmacie industrielle et biomédicale (PIBM),
- un correspondant à la filière Recherche, le DES d'innovation pharmaceutique et recherche (IPR), anciennement appelée Pharmacie spécialisée (PS) ;
- un correspondant à la filière Biologie, le DES de biologie médicale (BM).

### Interne en pharmacie
L'étudiant ayant été reçu au concours va devenir interne en pharmacie c'est un praticien en formation, rémunéré. Il participe activement au bon déroulement du service dans lequel il fait son stage. Son rôle exact dépend évidemment de sa filière et de son stage. L’interne participe aussi aux gardes de nuit et aux astreintes.
Ces quatre ans sont divisés en huit semestres, dans différents services en fonction de la spécialité choisie.
La formation théorique des internes en biologie est assurée dans leur service d'accueil.

### Diplôme d'État de docteur en pharmacie et internat
Le diplôme d'État de docteur en pharmacie, commun à tous les pharmaciens, est obtenu par la soutenance d'une thèse d'exercice avant la fin de la 3e année d’internat. Le diplôme d’études spécialisées, qui concerne uniquement les pharmaciens ayant suivi l’internat, est obtenu par la soutenance d’un mémoire de DES généralement entre la 3e et la 4e d’internat.
Seuls les titulaires d'un DES de biologie médicale et pharmacie hospitalière pourront exercer respectivement les métiers de pharmacien en biologie médicale et pharmacien en pharmacie à usage intérieur (PUI).

### Post-internat
À l'issue de l'internat, il est possible de poursuivre sur un poste d'assistant, d'assistant hospitalo-universitaire ou d'assistant spécialiste. 
Des diplômes d’études spécialisées complémentaires (DESC) peuvent être suivis durant cette période d'assistanat. Leur durée est de deux ans.
Un post doc peut également être envisagé, il aura souvent été débuté avant la fin de l'internat.

## Au Maroc
Au Maroc on distingue deux modes d'accès à la spécialité, l'Internat pour les étudiants en pharmacie à partir de la fin de la 5e année, qui n'ont pas encore soutenus leur thèse et ayant réussi le concours d'Internat; Et le Résidanat pour les pharmaciens diplômés ayant réussi le concours de Résidanat.  
L'internat en pharmacie au Maroc dure 2 ans comprenant: 2 semestres dans 2 services de biologie médicale et 2 semestres dans 2 services de pharmacie. Après validation du cursus d'internat, le pharmacien interne passe en Résidanat sur titre avec le titre d"ancien interne".
Le Résidanat en biologie médicale, l'une des 3 spécialités possibles, dure 4 ans: 
1 année en Microbiologie 
1 année en Biochimie 
1 année en hématologie biologique
1 année en Parasitologie/Mycologie Médicale
Un examen est obligatoire à la fin de la première année et un examen final au terme de la formation (Examen de diplôme de spécialité médicale DSM)